# Jan Stanisławski

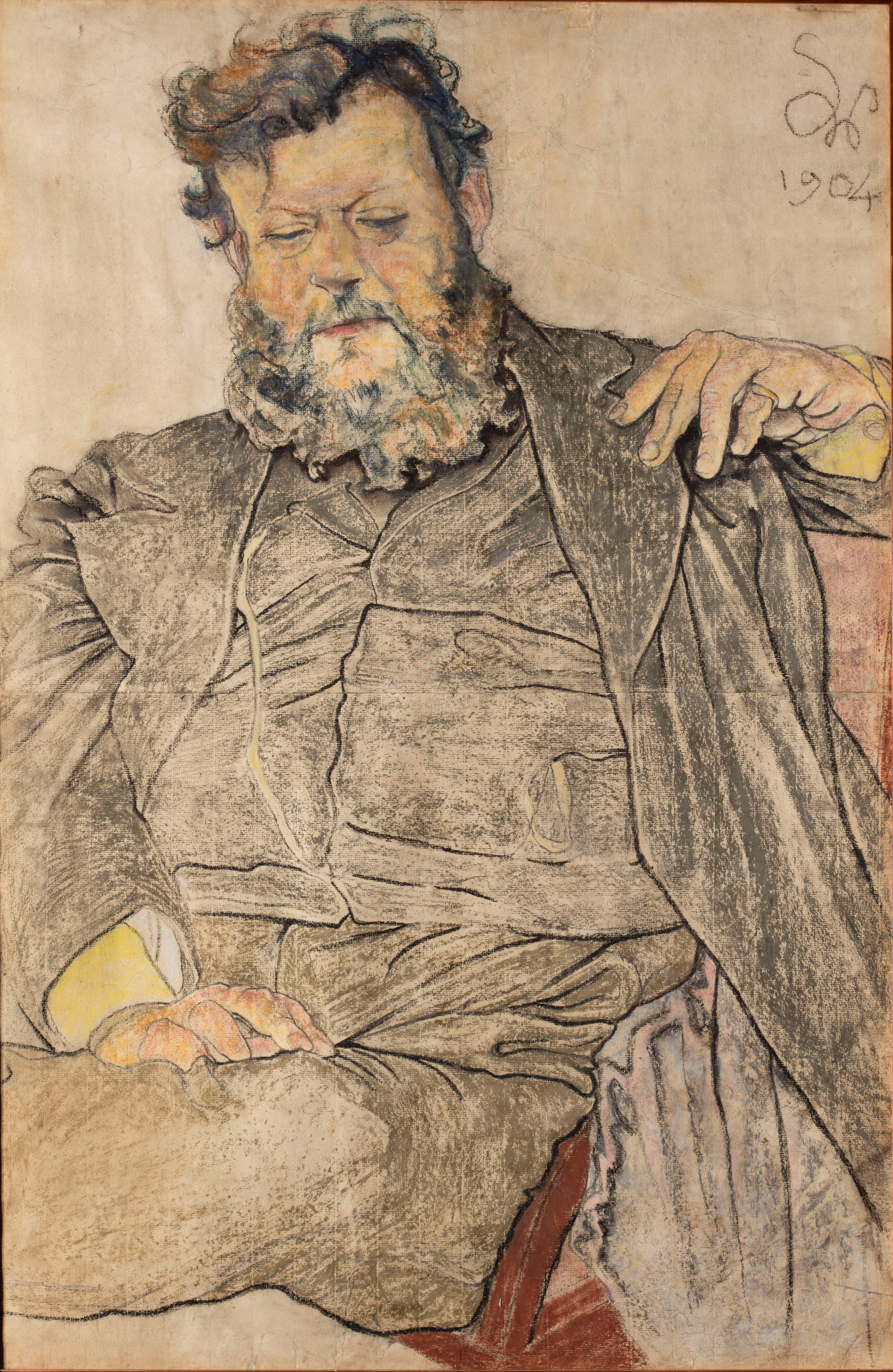
Stanisławskis Porträt von Stanisław Wyspiański

Jan Stanisławski (* 24. Juni 1860 in Olschana, Russisches Kaiserreich; † 6. Januar 1907 in Krakau) war ein polnischer Maler.
Stanisławski war Hauptvertreter der neueren polnischen Landschaftsmalerei. Er schuf kleine stimmungsvolle Gemälde mit angeregten Farb- und Lichteffekten. Stanisławski war stark von Claude Monet beeinflusst.
Er kam in der heute ukrainischen Oblast Tscherkassy zur Welt und studierte Mathematik an der Warschauer Universität sowie in Sankt Petersburg. Er lernte Malerei bei Wojciech Gerson in Warschau, später in Krakau und in Paris. In Krakau übernahm er 1887 den Lehrstuhl für Landschaftsmalerei an der Kunsthochschule. 
Er schuf meist kleinformatige, freizügig gemalte Landschaftsbilder. Stanisławski war mit den Künstlern der Krakauer Bohème befreundet und stritt mit Anhängern der traditionellen Malkunst. Er traf sich mit seinen Freunden im Lokal „Jama Michalika“ (deutsch: Michaliks Höhle), dem Sitz des Kabaretts „Zielony Balonik“ (deutsch: Grüner Luftballon). 
Seine Schüler führte er ins Freie, fern vom muffigen, dunklen Atelier. Er wird als Begründer der Krakauer Schule der Landschaftsmalerei angesehen. 